# Metacirolana mayana
Metacirolana mayana là một loài chân đều trong họ Cirolanidae. Loài này được Bowman miêu tả khoa học năm 1987.